# Anton Stach
Anton Stach (* 15. November 1998 in Buchholz in der Nordheide) ist ein deutscher Fußballspieler. Der Mittelfeldspieler steht aktuell bei Leeds United unter Vertrag. Mit der deutschen U21-Nationalmannschaft wurde er im Frühjahr 2021 Europameister. Im März 2022 absolvierte er seine erste Partie für die A-Nationalmannschaft.

## Karriere

### Im Verein

#### Anfänge
Stach begann mit dem Fußballspielen beim Buchholzer FC und trainierte ab 2010 einmal pro Woche beim SV Werder Bremen, bevor er ein Jahr später in das Nachwuchsleistungszentrum der Bremer wechselte. Bis zu seinem Wechsel nach Bremen hatte er auch Tennis gespielt, ehe er sich auf seine Fußballerkarriere konzentrierte. Für den SV Werder spielte Stach bis zur B-Jugend; in der U16 wurde er vom späteren Bundesliga-Coach Florian Kohfeldt trainiert. Dieser machte den in seinen Augen physisch etwas unterlegenen Jungen zum Mannschaftskapitän und bescheinigte ihm rückblickend eine „sehr strategische Veranlagung in seinem Spiel“ und empfand ihn als „unglaublich zielstrebig und ehrgeizig“. Anschließend kam der Jungspieler, der sich bei Werder beispielsweise im Gegensatz zum späteren Bremer Profi Jean-Manuel Mbom nicht hatte durchsetzen können, zum Jugendförderverein Nordwest. Seine letzte Saison als A-Jugendlicher absolvierte der mittlerweile auf 194 cm angewachsene Niedersachse für den VfL Osnabrück, mit dem er als Stammspieler Fünfter der Staffel Nord/Nordost wurde. Am 23. Spieltag durfte Stach darüber hinaus eine halbe Stunde am torlosen Remis der zweiten Herrenmannschaft in der fünftklassigen Oberliga Niedersachsen mitwirken.

#### Wechsel in die Regionalliga Nord
Zur Saison 2017/18 unterschrieb der Mittelfeldspieler einen Vertrag beim Regionalligisten SSV Jeddeloh. Er kam auf sieben direkte Torbeteiligungen in 27 wettbewerbsübergreifenden Pflichtspielen, aufgrund einer Meniskusverletzung verpasste er jedoch die Saisonendphase inklusive des verlorenen Landespokalendspiels.
Zur Saison 2018/19 wechselte Stach innerhalb der Regionalliga Nord zur zweiten Mannschaft des VfL Wolfsburg. Aufgrund der Schwere seiner Verletzung konnte er aber erst Ende September 2018 für seinen neuen Arbeitgeber tätig werden. In den folgenden 20 Partien erzielte der im offensiven Mittelfeld eingesetzte Stach vier Tore und bereitete drei weitere vor. Am Saisonende wurde gegen den Bayernmeister FC Bayern München II die Relegation zur 3. Liga verloren. Bis zur zwangsweisen Saisonpause aufgrund der COVID-19-Pandemie stand der Mittelfeldspieler in der Saison 2019/20 in 20 weiteren Partien auf dem Feld, meistens über die volle Spielzeit.

#### SpVgg Greuther Fürth
Zur Saison 2020/21 wechselte Stach in die 2. Bundesliga zur SpVgg Greuther Fürth, bei der er einen Dreijahresvertrag erhielt. Zum Ende der Hinrunde verdrängte er, der bis dahin nur als Reservist eingesetzt worden war, Hans Nunoo Sarpei im defensiven Mittelfeld und spielte seitdem überwiegend in einem Dreierverbund mit Julian Green und Paul Seguin. Gemeinsam mit der Defensive trugen sie so ihren Teil zu den ligaweit drittwenigsten Gegentoren bei. Aufgrund seiner Zweikampf- und Kopfballstärke verschob Trainer Stefan Leitl Stach, der vom kicker die Note 3,22 erhielt, gelegentlich in die Innenverteidigung. Stach kam in 30 Zweitligaspielen zum Einsatz, stand in 21 davon in der Startelf und erzielte ein Tor. Mit seiner Mannschaft stieg er als Vizemeister in die Bundesliga auf.

#### 1. FSV Mainz 05
Zur Saison 2021/22 wechselte Stach zum 1. FSV Mainz 05. Er unterschrieb einen Vertrag mit einer Laufzeit bis zum 30. Juni 2024, der eine Option auf ein weiteres Jahr beinhaltete. Gemeinsam mit David Raum, dem zweitbesten Zweitligascorer der Vorsaison, und Paul Jaeckel war der Mittelfeldspieler einer von  drei Leistungsträgern, die Fürth nach dem Aufstieg in die Bundesliga verließen.

#### TSG 1899 Hoffenheim
Zur Saison 2023/24 wechselte Stach am letzten Tag des Transferfensters zur TSG 1899 Hoffenheim. Er unterschrieb einen Vertrag mit einer Laufzeit bis zum 30. Juni 2027. Als Grund für den ligainternen Wechsel nannte Stach die Rolle, welche er bei Mainz ausführte. Dort spielte er häufig im offensiven Mittelfeld, wobei er lieber als Sechser oder Achter im defensiven Mittelfeld spielen möchte. Erstmals für Hoffenheim spielte er im September 2023 beim 1:3-Auswärtssieg gegen den 1. FC Köln, bei welchem er in der 58. Spielminute für Grischa Prömel eingewechselt wurde. Sein erstes Tor für die TSG erzielte er Anfang November 2023 beim Heimspiel gegen Bayer 04 Leverkusen. In den folgenden zwei Jahren war Stach ein fester Bestandteil der Hoffenheimer Startelf und stand bei 61 von möglichen 68 Ligaspielen auf dem Spielfeld. Zudem qualifizierte er sich mit dem Verein für die UEFA Europa League 2024/25, in der man jedoch nicht über die Ligaphase hinauskam.

#### Leeds United
Im Sommer 2025 wechselte Stach zu Leeds United.

### Nationalmannschaft
Im März 2021 wurde Stach, ohne vorher ein Spiel für eine Juniorenauswahl des DFB bestritten zu haben, von Stefan Kuntz in den Kader für die Vorrunde der U21-Europameisterschaft berufen. Sein Vater Matthias war bei diesem Teil des Turniers als Kommentator für ProSieben und ProSieben MAXX aktiv. Als Anton im zweiten Gruppenspiel gegen die Niederlande in der Schlussphase eingewechselt wurde, kommentierte sein Vater dies mit den Worten „Blamier’ mich nicht, Junge!“. Die deutsche Mannschaft stieß letztendlich bis ins Endspiel vor, in dem man gegen Portugal mit 1:0 siegreich war. Der Mittelfeldspieler absolvierte als „Sechser“ vier Kurzeinsätze sowie ein Spiel von Beginn an.
Anfang Juli 2021 wurde Stach von Kuntz in den Kader der deutschen Olympiaauswahl für das Fußballturnier der Olympischen Sommerspiele 2021 berufen. Er kam in allen drei Spielen der Gruppenphase, nach der die deutsche Auswahl ausschied, zum Einsatz und stand dabei einmal in der Startelf.
Im März 2022 wurde Stach von Bundestrainer Hansi Flick für Testspiele gegen Israel und die Niederlande in die deutsche A-Nationalmannschaft eingeladen. Er kam beim 2:0-Sieg gegen die israelische Mannschaft in der 64. Minute als Einwechselspieler für Julian Weigl zu seinem A-Länderspieldebüt.

## Erfolge
Nationalmannschaft
- U21-Europameister: 2021

SpVgg Greuther Fürth
- Aufstieg in die Bundesliga: 2020/21

VfL Wolfsburg II
- Meister der Regionalliga Nord: 2018/19

## Persönliches
Stachs ältere Schwester Emma, wie die jüngere Schwester Lotta, sind Profi-Basketballspielerinnen. Vater Matthias ist als Sportkommentator und Tennisexperte tätig.